# Stenostomum minutifolium
Stenostomum minutifolium är en måreväxtart som först beskrevs av Attila L. Borhidi och Capote, och fick sitt nu gällande namn av Attila L. Borhidi och M.Fernández Zeq.. Stenostomum minutifolium ingår i släktet Stenostomum och familjen måreväxter. Inga underarter finns listade i Catalogue of Life.